# توافق‌نامه بین‌المللی زیست‌محیطی
یک توافقنامه بین‌المللی زیست‌محیطی (به انگلیسی: International environmental agreement) یا گاهی پروتکل زیست‌محیطی، نوعی معاهده الزام‌آور در حقوق بین‌الملل است که به آنها اجازه می‌دهد تا به یک هدف زیست‌محیطی برسند. به عبارت دیگر، این یک «سند بین‌دولتی است که از نظر قانونی الزام آور است و هدف اصلی آن جلوگیری یا مدیریت پیامدهای انسان بر منابع طبیعی است.»